# Stegea eripalis
Stegea eripalis is een vlinder uit de familie van de grasmotten (Crambidae). De wetenschappelijke naam van de soort is voor het eerst gepubliceerd in 1878 door Augustus Radcliffe Grote.
De soort komt voor in Canada (Ontario) en de Verenigde Staten.